# Fordham Road (stacja metra na Concourse Line)
Fordham Road – stacja metra nowojorskiego, na linii B i D. Znajduje się w dzielnicy Bronx, w Nowym Jorku i zlokalizowana jest pomiędzy stacjami Kingsbridge Road i 182nd–183rd Streets. Została otwarta 1 lipca 1933.